# Добротвор Віктор Дмитрович
Віктор Дмитрович Добротвор (17 січня 1925, село Криштопівка, тепер Хмельницького району Хмельницької області — 2001, місто Київ) — український державний діяч, начальник Головного управління по іноземному туризму при Раді Міністрів УРСР. Кандидат історичних наук.

## Життєпис
Трудову діяльність розпочав колгоспником. Член ВКП(б).
З квітня 1943 року — в Червоній армії, учасник німецько-радянської війни. Служив у 367-му запасному стрілецькому полку 3-ї запасної стрілецької дивізії, 23-й гвардійській стрілецькій дивізії, 27-му окремому полку резерву офіцерського складу Центрального, Білоруського та 1-го Білоруського фронтів. З січня 1945 року — командир взводу 28-го гвардійського окремого винищувально-протитанкового дивізіону.
Перебував на комсомольській та партійній роботі.
Освіта вища. Закінчив Вищу партійну школу при ЦК КПУ.
На 1965 рік — завідувач сектора відділу пропаганди і агітації ЦК КПУ. До січня 1973 року — заступник завідувача відділу адміністративних органів ЦК КПУ.
У січні 1973 — січні 1976 року — секретар Київського міського комітету КПУ з питань ідеології.
У 1976—1989 роках — начальник Головного управління по іноземному туризму при Раді Міністрів УРСР (з 11 січня 1984 року — Головного управління Української РСР по іноземному туризму).
У цей період здійснено будівництво ряду туристських готелів в Україні: «Ялта» (м. Ялта), «Закарпаття» (м. Ужгород), «Черемош» (м. Чернівці), «Київський» (Президент-Отель, м. Київ). Очолював делегацію Української РСР на Всесвітній конференції з туризму (м. Маніла, Філіппіни).

## Звання
- молодший лейтенант
- капітан

## Нагороди
- орден Вітчизняної війни І ст. (6.04.1985)
- орден Червоної Зірки (18.05.1945)
- орден «Знак Пошани» (16.01.1985)
- медаль «За трудову доблесть» (22.02.1967)
- медалі